# Scythropochroa pseudoquercicola
Scythropochroa pseudoquercicola is een muggensoort uit de familie van de rouwmuggen (Sciaridae). De wetenschappelijke naam van de soort werd voor het eerst geldig gepubliceerd in 2019 door Shin, Lee en Lee.